# 芬太尼
吩坦尼（INN：fentanyl）或芬太尼，是一種強效合成哌啶類阿片藥物，主要作麻醉性鎮痛藥使用，起效迅速而作用時間極短。它的鎮痛效力比海洛因強30至50倍，比嗎啡強100倍。臨床用于麻醉前给药及全身麻醉诱导，手术前、中、后的镇痛與疼痛管理，以及癌症止痛，或用作鎮靜劑。
吩坦尼根據不同給藥途徑，發揮作用時間可從數分鐘到數小時不等， 但無論何種給藥方式，開始作用均非常迅速。由於其生物半衰期較短，血藥濃度波動較大，因此極易導致用藥過量。吩坦尼透過活化μ-阿片受體而發揮作用。
藥用吩坦尼的副作用與其他阿片類藥物和麻醉藥品相同，包括成癮、精神錯亂、呼吸抑制（可能會導致呼吸中止）、昏睡、噁心、視覺障礙、運動障礙、幻覺、譫妄、腸麻痺、肌肉強直、便秘、意識喪失、低血壓、昏迷和死亡。酒精和其他藥物（例如古柯鹼和海洛因）可協同加劇吩坦尼的副作用。納洛酮可逆轉阿片類藥物過量的影響，但由於吩坦尼效力強大，可能需施用多次劑量才能見效。
吩坦尼首先由比利時藥學家保羅·楊森於1959年合成，並於1968年在美國獲准用於醫療用途。全球於2015年的醫療保健活動所使用的吩坦尼有1,600公斤（3,500磅）。截至2017年，此藥物是醫學上使用最為廣泛的合成阿片類藥物。它在美國2019年最常用處方藥中排名第278，開立的處方箋數量超過100萬張。它已列入世界衛生組織基本藥物標準清單之中。
此藥物持續助長美國阿片類藥物濫用及過量造成的死亡。於2011年到2021年期間，每年因處方阿片類藥物死亡的人數保持穩定，而每年因使用違法合成阿片類藥物過量死亡的人數從2,600人增加到70,601人。2018年起，吩坦尼及其類似物是美國大多數藥物過量死亡的原因，有超過71,238人於2021年為之喪命。

## 醫療用途
吩坦尼可用於麻醉、局部麻醉、腰椎麻醉（產科用）、疼痛管理（慢性疼痛、突發性疼痛、緩和療護、戰地醫學及呼吸困難）等。
本藥物為阿片類強效止痛劑，通常僅適用於對阿片類藥物耐受且正在接受阿片類藥物治療的18歲以上（如果使用Actiq（口含劑）者，則至少16歲）癌症患者發生的突發性癌痛。本藥物不適於治療偏頭痛、外傷、手術等引起的短期疼痛。

## 不良反應
使用吩坦尼最常見的副作用有噁心、嘔吐、便秘、口乾、昏睡、精神錯亂和虛弱，受此影響的人超過10%。在少數情況下（約3-10%的人） 會發生腹痛、頭痛、疲勞、食慾不振和體重減輕、頭暈、緊張、焦慮、憂鬱、流行感冒樣症狀、消化不良、呼吸短促、呼吸抑制、呼吸中止和尿瀦留。

## 特定群體

### 懷孕
吩坦尼有時會用於治療個體於懷孕期間出現的嚴重或難以控制的疼痛。對於孕婦疼痛的治療，醫師會根據患者的病情選擇最適合的止痛藥物，包括吩坦尼。個體在懷孕後期使用吩坦尼，出生的新生兒可能會出現藥物戒斷症狀，例如昏睡，因此可能需要留在醫院觀察一段時間。

### 母乳哺育
哺乳期間使用吩坦尼可以有效控制疼痛，但仍有小部分藥物會進入母乳，可能對嬰兒造成些微影響。為保障母嬰安全，建議先與醫師充分溝通，評估各種止痛方式的利弊後再做決定。

## 禁忌症
已知對對注射式吩坦尼或其他阿片類藥物過敏的個體禁用此藥物。

## 藥物過量
吩坦尼的劑量-反應關係具有高度變異性， 微小劑量即可導致嚴重不良反應，甚至死亡。藥物動力學研究顯示，導致藥物過量的血漿濃度通常在0.005至0.027微克/毫升之間。

### 預防
美國疾病管制與預防中心 (CDC) 最初於2015年10月發佈防止吩坦尼濫用和致命過量服用的健康警報網路諮詢（簡稱HAN諮詢）。隨後的HAN諮詢於2018年7月發布，提出吩坦尼濫用和與非阿片類藥物混用導致死亡人數不斷上升的警示。再於2020年12月發佈一次HAN諮詢。

## 藥理學

### 分類
吩坦尼是苯基哌啶家族中的合成阿片類藥物，包括舒芬太尼、阿芬太尼、瑞吩坦尼和卡芬太尼。有些吩坦尼類似物，例如卡芬太尼，其效力比嗎啡強達10,000倍。

### 吩坦尼類似物

吩坦尼的化學結構已成為現代化學中發現和命名許多新型吩坦尼類似物（有時以fentalog表示）的基礎。

吩坦尼類似物是通過對吩坦尼尼分子結構進行修飾而獲得的一類化合物， 它們保留住吩坦尼的藥理作用，甚至具有更強的效力。

### 作用機制
吩坦尼與其他阿片類藥物一樣，作用於类阿片μ受体（一種阿片樣肽受體），這類受體是G蛋白偶聯受體 。

### 治療作用
吩坦尼的治療作用在鎮痛、鎮靜及抑制咳嗽反射。 

### 體液中檢測
透過血液或尿液檢測，可監測吩坦尼的濫用情況，確立中毒診斷，並為法醫死亡調查提供科學依據。市售的免疫分析法通常用作初步篩查測試，但層析（色譜分析）通常用於確認和定量。

## 合成
吩坦尼是一種4-苯哌啶類合成阿片類藥物。其合成主要通過四種方法之一完成，如科學文獻所述：
- Janssen法、[35]
- Siegfried法、[36][37]
- Gupta法[38]或
- Suh法[39]。

## 歷史
在哌替啶鹽酸鹽（也稱為哌替啶，市售為杜冷丁）的醫療使用開始後，保羅·揚森最先於1959年在其於比利時創立的楊森製藥中合成出芬太尼。揚森通過測定結構相關的藥物哌替啶的類似物用於阿片樣物質活性，開發了芬太尼。為滿足市場對吩坦尼衍生品的龐大需求，檸檬酸吩坦尼應運而生，成為芬太尼的一種常見鹽類形式（鹽酸芬太尼和檸檬酸組合1：1化學計量），於1968年作為全身麻醉劑進入醫療用途，由美國McNeil Consumer Healthcare生產，商品名為 Sublimaze。
楊森製藥於1990年代生產吩坦尼止痛貼片（多瑞喜穿皮貼片劑，Duragesic patch），並將之引入醫療用途。之後，於1998年以Actiq品牌推出一種由吩坦尼檸檬酸鹽和惰性填料混合而成的調味棒棒糖，成為第一種用於治療慢性突發性疼痛的快速作用製劑。
FDA於2009年批准商品名為Onsolis（吩坦尼口腔溶解膜），一種新劑型的吩坦尼藥物，用於治療阿片類藥物耐受性患者的癌症疼痛。
吩坦尼在美國緝毒局 (DEA) 的行政管制物質代碼 (ACSCN) 為9801。DEA因吩坦尼藥物過量造成的死亡大幅升高而加強管制，加上市上也有大量非法進口的藥物，導致其於美國年度總生產配額於近年來大幅降低，從2015年/2016年的2,300,000公斤降至2021年的731,452公斤，減少近68.2%。

## 社會與文化

### 濫用
芬太尼也被用作娛樂性用藥，導致2000年至2017年數以千計的藥物過量死亡案例；不當醫療使用也導致了死亡案例。芬太尼具有相對較廣的治療指數（270），使其在仔細生命監控的情況下，可作為安全的手術麻醉劑；然而，其效力需要仔細測量溶液中高度稀釋的芬太尼。
2002年10月發生的莫斯科歌劇院脅持事件中，俄罗斯军警及阿尔法小组用其对歌剧院里的所有人麻醉后强攻，造成130人因芬太尼的不良反应死亡。军事上，美國空軍空降搜救組和瑞典军队的军医也曾使用过叫做“Actiq”的“芬太尼棒”。

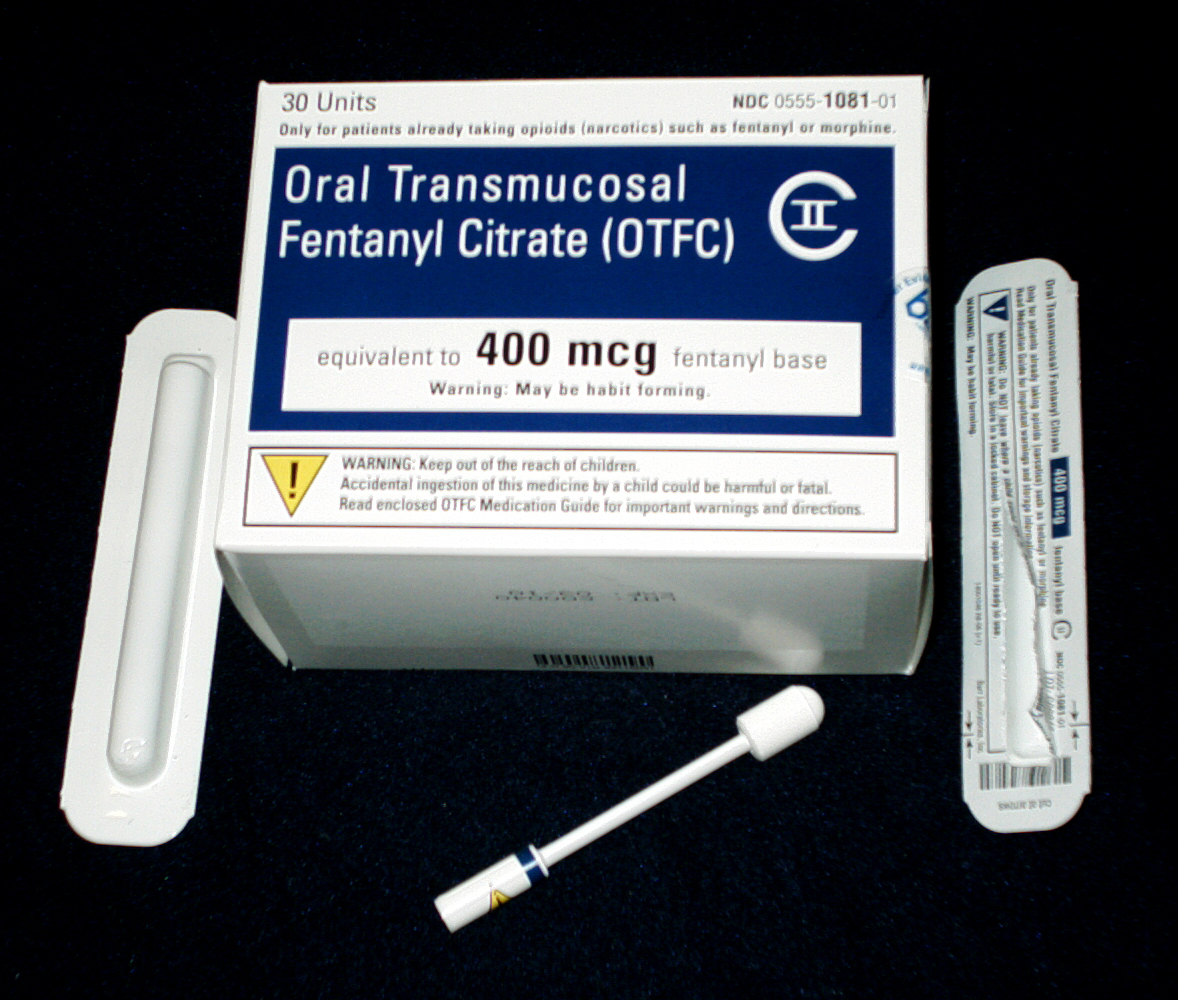
“芬太尼棒棒糖”的包装及样品，400 mcg

美国疾病控制与预防中心估計在2016年有超過20,000名美國人死於芬太尼及其類似結構化合物過量。2021年12月15日，美國財政部以打擊芬太尼等藥物濫用成癮問題为由，對中華人民共和國、巴西、哥倫比亞、墨西哥4國的15間實體和10名個人實施制裁，其中包括中國4間企業和1名個人。美国指控這些企業和個人參與全球非法藥物貿易。
芬太尼因在美國受到廣泛濫用而引發美國和墨西哥兩國間的激烈爭論。美國官員將大量芬太尼跨境流入該國的主要責任歸咎於墨西哥犯罪集團，而當時的墨西哥總統安德烈斯·曼努爾·羅培茲·歐布拉多則堅稱這種合成藥物的主要來源是亞洲。他表示，美國人會濫用這種藥物的原因是他們棄家庭價值不顧。據報導，走私芬太尼的貨輪是由中國的青島市啟航，經韓國釜山港，抵達墨西哥。美國政府多次指稱中國是生產及走私芬太尼的主要地區，最後經由墨西哥進入美國。美国司法部起诉了涉嫌向墨西哥錫那羅亞販毒集團出售芬太尼的四家中国化学品制造公司和八名中国人。虽然中国于2019年5月将整类芬太尼类药物和两种关键芬太尼前体列入管制品种目录，但受到中美关系的影响，中国被美国非營利組織认为：“把打击芬太尼及其生产前体贩运作为对美国的筹码，甚少公开合作执法行动，或者针对第三国的管制”。这种情况到了2023年11月才有所改观，两国在APEC峰会前夕，中美两国领导人习近平与乔·拜登就缉毒问题进行会商，最终同意恢复打击全球制造走私芬太尼等非合成法毒品的合作，并计划建立联合工作组。相应地，美方将早前被列入贸易制裁清单的中华人民共和国公安部物证鉴定中心从清单中移除，以努力推动与中国的缉毒合作。
塔利班禁止在阿富汗種植罌粟花（可生產鴉片）之後，全球毒品市場發生劇烈變化，愛沙尼亞成為受芬太尼氾濫影響最嚴重的國家之一。

### 法律地位
英國根據 《1971年藥物濫用法》將吩坦尼列為受管制A類藥物。
荷蘭將吩坦尼歸類為《精神藥物法》的第一類物質。
美國根據《受管制物質法案》將吩坦尼歸於附表II管制物質。
加拿大《受管制藥物與物質法令》將吩坦尼列為附表1的藥物。
中国于2019年5月1日将芬太尼类药物列入《非药用类麻醉药品和精神药品管制品种增补目录》，与已存在于《麻醉药品和精神药品品种目录》和《增补目录》的芬太尼类药品受《非药用类麻醉药品和精神药品列管办法》等法规管制。

### 品牌名稱
市面上流通的吩坦尼品牌名稱有Sublimaze、Actiq、Durogesic、Duragesic、Fentora、Matrifen、Haldid、Onsolis、  Instanyl、Abstral、Lazanda 等。

### 經濟學
截至2020年，於美國銷售的800微克片劑的價格是口含片的6.75倍。截至2023年，注射用吩坦尼溶液（50微克/毫升配方）的平均成本約為每20毫升17美元，不同藥房索價不同。澳大利亞犯罪學研究所於2020年發表的一份報告中，提出非法市場上100微克透皮貼片的價格在75至450澳元之間。

## 獸醫用途
芬太尼因其高效力、快速發揮作用和持續時間長等特點，在小動物麻醉中被廣泛應用，尤其在需要深度鎮痛和肌肉鬆弛的手術中。此外，當連續輸注和微針貼片給藥時，其在嘔吐、鎮靜深度和心血管影響方面的功效高於許多其他純阿片類藥物和合成純阿片類激動劑。而使用吩坦尼與狗類發生煩躁有關聯，與其他純阿片類藥物類似。 

## 延伸閱讀
- Tschirhart JN, Zhang S. . Molecular Pharmacology. October 2020, 98 (4): 508–517. PMID 32321735. S2CID 216084895. doi:10.1124/mol.119.119271 .

## 外部連結
- (报告). National Institute for Occupational Safety and Health (NIOSH). 2021-07-08.

Template:Opioid receptor modulators